# Yezin Agricultural University
Die Yezin Agricultural University (YAU) ist die einzige Hochschule für Agrarwissenschaften in Myanmar.
Sie befindet sich in Yezin etwa 18 km nördlich von Pyinmana und Naypyidaw.

## Geschichte
Landwirtschaftliche Ausbildung auf Hochschul-Niveau in Myanmar begann im Jahr 1924 mit der Gründung der Agricultural College und Research Institute von Mandalay. Im Jahr 1938 wurde dieses Institut eine Abteilung der Rangun Universität. Studenten mit erfolgreicher Science-Prüfung der Rangun-Universität wurden zum landwirtschaftlichen Kurs zugelassen und erhielten den BSc (Agriculture) Grad nach zweijähriger Studienzeit. Im Jahr 1947 wurde die Abteilung in eine Fakultät für Landwirtschaft in Mandalay umgewandelt. Der zweijährige landwirtschaftliche Kurs wurde 1955 auf den dreijährigen Kurs verlängert und ab diesem Jahr wurde auch der BSc (Sericulture) Abschluss vergeben. Die Fakultät für Landwirtschaft wurde ab 1964 selbständig und 1998 als Yezin Agricultural University umbenannt.

## Studium
Die Universität untersteht dem Ministerium für Landwirtschaft und Bewässerung Myanmar. Seit 1978 besteht neben dem Bachelor- ein Masterstudiengang auch Promotionen in Agrikultur sind inzwischen möglich
Seit dem akademischen Jahr 2009 müssen die Studierenden des dritten und vierten Studienjahres praktische Übungen in ihrem Fachgebiet auf einem der sieben ausgewiesenen Bauernhöfe des Campus durchführen. Etwa 200 Studenten zählt jeder Jahrgang der Universität.